# Miguel Villas Boas
Miguel Villas Boas Filho (ur. 30 stycznia 1968) – brazylijski brydżysta, World Master (WBF).

## Wyniki brydżowe

### Olimpiady
Na olimpiadach uzyskał następujące rezultaty:
| Olimpiady Brydżowe. Zawody teamów | Olimpiady Brydżowe. Zawody teamów | Olimpiady Brydżowe. Zawody teamów    | Olimpiady Brydżowe. Zawody teamów | Olimpiady Brydżowe. Zawody teamów | Olimpiady Brydżowe. Zawody teamów |
| Rok                               | Miejsce                           | Zawody                               | Kategoria                         | Drużyna                           | Pozycja                           |
| --------------------------------- | --------------------------------- | ------------------------------------ | --------------------------------- | --------------------------------- | --------------------------------- |
| 2012                              | Lille                             | 2. Olimpiada Sportów Umysłowych      | Open                              | Brazil                            | 21                                |
| 2008                              | Pekin                             | 1 Olimpiada Sportów Umysłowych       | Open                              | Brazil                            | 9                                 |
| 2004                              | Stambuł                           | 12. Olimpiada Teamów                 | Open                              | Brazil                            | 21                                |
| 2002                              | Salt Lake City                    | 4 Mistrzostwa o Wielką Nagrodę MKOL  | Open                              | Brazil                            | 6                                 |
| 2000                              | Maastricht                        | 11. Olimpiada Brydżowa               | Open                              | Brazil                            | 5                                 |
| 1999                              | Lozanna                           | 2. Mistrzostwa o Wielką Nagrodę MKOL | Open                              | Brazil                            | 2                                 |
| 1998                              | Lozanna                           | 1 Mistrzostwa o Wielką Nagrodę MKOL  | Open                              | Brazil                            | 1                                 |
| 1996                              | Rodos                             | 10. Olimpiada Teamów                 | Open                              | Brazil                            | 19                                |

### Zawody światowe
W światowych zawodach zdobył następujące lokaty:
| Mistrzostwa Świata. Konkurencja teamów | Mistrzostwa Świata. Konkurencja teamów | Mistrzostwa Świata. Konkurencja teamów   | Mistrzostwa Świata. Konkurencja teamów | Mistrzostwa Świata. Konkurencja teamów | Mistrzostwa Świata. Konkurencja teamów |
| Rok                                    | Miejsce                                | Zawody                                   | Kategoria                              | Drużyna                                | Pozycja                                |
| -------------------------------------- | -------------------------------------- | ---------------------------------------- | -------------------------------------- | -------------------------------------- | -------------------------------------- |
| 2013                                   | Nusa Dua                               | 41. Mistrzostwa Świata Teamów            | Trans                                  | Dorsi                                  | 18                                     |
| 2013                                   | Nusa Dua                               | 41. Mistrzostwa Świata Teamów            | Open                                   | Brazil                                 | 15                                     |
| 2011                                   | Veldhoven                              | 40. Mistrzostwa Świata Teamów            | Trans                                  | Brazil Open                            | 52                                     |
| 2011                                   | Veldhoven                              | 40. Mistrzostwa Świata Teamów            | Open                                   | Brazil                                 | 16                                     |
| 2009                                   | São Paulo                              | 39 Mistrzostwa Świata Teamów             | Open                                   | Brazil                                 | 17                                     |
| 2009                                   | São Paulo                              | 39. Mistrzostwa Świata Teamów            | Trans                                  | Brazil                                 | 5                                      |
| 2009                                   | Santiago                               | 59. Mistrzostwa CSB                      | Open                                   | Brazil                                 | 3                                      |
| 2007                                   | Szanghaj                               | 38. Mistrzostwa Świata Teamów            | Trans                                  | Hussein–Chagas                         | 31                                     |
| 2007                                   | Szanghaj                               | 38 Mistrzostwa Świata Teamów             | Open                                   | Brazil                                 | 9                                      |
| 2006                                   | Werona                                 | 12 Mistrzostwa Świata                    | Open                                   | Chagas                                 | 9                                      |
| 2005                                   | Estoril                                | 37. Mistrzostwa Świata Teamów            | Trans                                  | Nader                                  | 61                                     |
| 2005                                   | Estoril                                | 37 Mistrzostwa Świata Teamów             | Open                                   | Brazil                                 | 5                                      |
| 2002                                   | Montreal                               | 11. Mistrzostwa Świata                   | Open                                   | Chagas                                 | 33                                     |
| 2001                                   | Paryż                                  | 35. Mistrzostwa Świata Teamów            | Trans                                  | Villas–Boas                            | 57                                     |
| 2001                                   | Paryż                                  | 35 Mistrzostwa Świata Teamów             | Open                                   | Brazil                                 | 16                                     |
| 2000                                   | Southampton                            | 34 Mistrzostwa Świata Teamów             | Open                                   | Brazil                                 | 2                                      |
| 1998                                   | Lille                                  | 10 Mistrzostwa Świata                    | Open                                   | Chagas                                 | 2                                      |
| 1991                                   | Ann Arbor                              | 3. Młodzieżowe Mistrzostwa Świata Teamów | Juniorzy                               | Brazil                                 | 11                                     |

| Mistrzostwa Świata. Konkurencja par | Mistrzostwa Świata. Konkurencja par | Mistrzostwa Świata. Konkurencja par | Mistrzostwa Świata. Konkurencja par | Mistrzostwa Świata. Konkurencja par | Mistrzostwa Świata. Konkurencja par |
| Rok                                 | Miejsce                             | Zawody                              | Kategoria                           | Partner                             | Pozycja                             |
| ----------------------------------- | ----------------------------------- | ----------------------------------- | ----------------------------------- | ----------------------------------- | ----------------------------------- |
| 2010                                | Filadelfia                          | 13. Mistrzostwa Świata              | Open                                | João Paulo Campos                   | 210                                 |
| 2010                                | Filadelfia                          | 13. Mistrzostwa Świata              | Open IMP                            | João Paulo Campos                   | 2                                   |
| 2009                                | Santiago                            | 59. Mistrzostwa CSB                 | Open                                | João Paulo Campos                   | 2                                   |
| 2006                                | Werona                              | 12. Mistrzostwa Świata              | Open IMP                            | Gabriel Chagas                      | 24                                  |
| 2006                                | Werona                              | 12. Mistrzostwa Świata              | Open                                | Gabriel Chagas                      | 83                                  |
| 2002                                | Montreal                            | 11. Mistrzostwa Świata              | Open                                | Marcos Thoma                        | 184                                 |
| 1998                                | Lille                               | 10 Mistrzostwa Świata               | Open                                | João Paulo Campos                   | 19                                  |

### Zawody europejskie
W europejskich zawodach zdobył następujące lokaty:
| Zawody europejskie. Konkurencja teamów | Zawody europejskie. Konkurencja teamów | Zawody europejskie. Konkurencja teamów | Zawody europejskie. Konkurencja teamów | Zawody europejskie. Konkurencja teamów | Zawody europejskie. Konkurencja teamów |
| Rok                                    | Miejsce                                | Zawody                                 | Kategoria                              | Drużyna                                | Pozycja                                |
| -------------------------------------- | -------------------------------------- | -------------------------------------- | -------------------------------------- | -------------------------------------- | -------------------------------------- |
| 2003                                   | Mentona                                | 1. Otwarte Mistrzostwa Europy          | Open                                   | Villas-Boas                            | 123                                    |

| Zawody europejskie. Konkurencja par | Zawody europejskie. Konkurencja par | Zawody europejskie. Konkurencja par | Zawody europejskie. Konkurencja par | Zawody europejskie. Konkurencja par | Zawody europejskie. Konkurencja par |
| Rok                                 | Miejsce                             | Zawody                              | Kategoria                           | Partner                             | Pozycja                             |
| ----------------------------------- | ----------------------------------- | ----------------------------------- | ----------------------------------- | ----------------------------------- | ----------------------------------- |
| 2003                                | Mentona                             | 1. Otwarte Mistrzostwa Europy       | Open                                | Rafael Amoedo                       | 242                                 |

## Klasyfikacja
- Miguel Villas Boas – klasyfikacja WBF (ang.)